# Pseudoleosthenes irregularis
Pseudoleosthenes irregularis is een insect uit de orde Phasmatodea en de familie Damasippoididae. De wetenschappelijke naam van deze soort is voor het eerst geldig gepubliceerd in 1906 door Redtenbacher.